# Alfred Rudolf
Alfred Rudolf (5. März 1877 in Solothurn – 6. Oktober 1955 in Bern) war ein Schweizer Jurist und Politiker.

## Leben
Rudolf, Sohn des Niklaus Rudolf, maturierte in Solothurn und studierte danach Jus in Bern, Leipzig und Frankreich. 
1923 erhielt er seinen Dr. iur. Er war Untersuchungsrichter in Biel, Redaktor am Bieler Tagblatt und Mitgründer der Jungfreisinnigen der Stadt Biel und Stadtrat. 1912 wurde er zum ersten hauptamtlichen Sekretär der Berner FDP gewählt. Von 1910 bis 1914 war er Berner Grossrat für die Stadt Biel, von 1914 bis 1916 für die Stadt Bern. Von 1916 bis 1928 war er Berner Staatsschreiber und ab 1928 bis 1946 Regierungsrat und leitete das Erziehungsdepartement.
Rudolf reorganisierte die Lehrerausbildung, die Sekundarschulen und förderte den Ausbau der Universität. Er war Wengianer und Mitglied der Studentenverbindung Helvetia.
Er war verheiratet mit Ida Christen.